# Machine de Rube Goldberg
Une machine de Rube Goldberg (ou plus simplement machine de Goldberg) est une machine qui réalise une tâche simple d’une manière délibérément complexe, le plus souvent à l’aide d’une réaction en chaîne. Elle tire son nom du dessinateur américain Rube Goldberg (1883-1970) et est proche des engins de William Heath Robinson.
Ce genre de machines sont représentées dans un but comique et restent en général fictives. On en trouve dans de nombreux dessins animés et films, par exemple Les Shadoks, Les Goonies ou l'épisode Le Bidule à Wakko de la série Animaniacs, de même que dans certains jeux vidéo, par exemple The Incredible Machine.

## Origine
Les machines de Rube Goldberg sont nommées d'après les illustrations et animations de plusieurs machines complexes inventées par le dessinateur de presse et animateur américain Rube Goldberg. Ces « machines » consistent en une série complexe d'objets hétéroclites (voire d'animaux) mis en relation, souvent en une seule réaction en chaîne, pour produire un résultat dérisoire. Pensé dans une optique humoristique, leur fonctionnement n'est pas forcément réaliste. Le dessin d'une « machine » expose tous les éléments en place et le personnage qui en « profitera ». Le dessin est accompagné de la notice de fonctionnement. 
Dès 1928, le nom de Rube Goldberg est déjà synonyme de dispositifs complexes. 
King Features Syndicate fait produire en 1965 des maquettes de plusieurs machines de Goldberg ; les 500 000 exemplaires sont épuisés en quelques mois. Des publications regroupent ces inventions loufoques, telle Rube Goldberg: Inventions par Maynard Frank Wolfe en 2000.

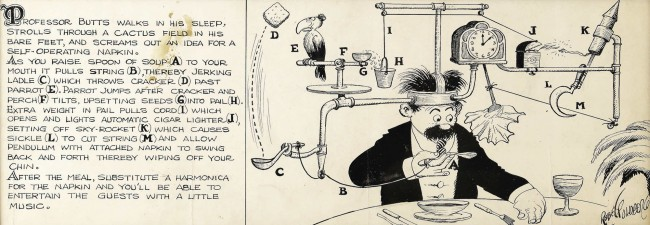
Une machine de Rube Goldberg : serviette de table automatique.